# Bogdan Cybulski (architekt)
Bogdan Cybulski (ur. 1921, zm. 15 października 1970 w Poznaniu) – polski architekt

## Życiorys
W 1948 ukończył studia na Wydziałle Architektury Szkoły Inżynierskiej w Poznaniu, a w 1956 na takim samym wydziale na Politechnice Wrocławskiej. W latach 1949–1960 pracował w Miastoprojekcie w Poznaniu, a od 1966 w zespole urbanistycznym Wojewódzkiej Rady Narodowej w Poznaniu. Piastował też funkcję architekta dzielnicy Nowe Miasto w Poznaniu. Został pochowany na cmentarzu Górczyńskim w Poznaniu (kwatera IIIP-18-12).

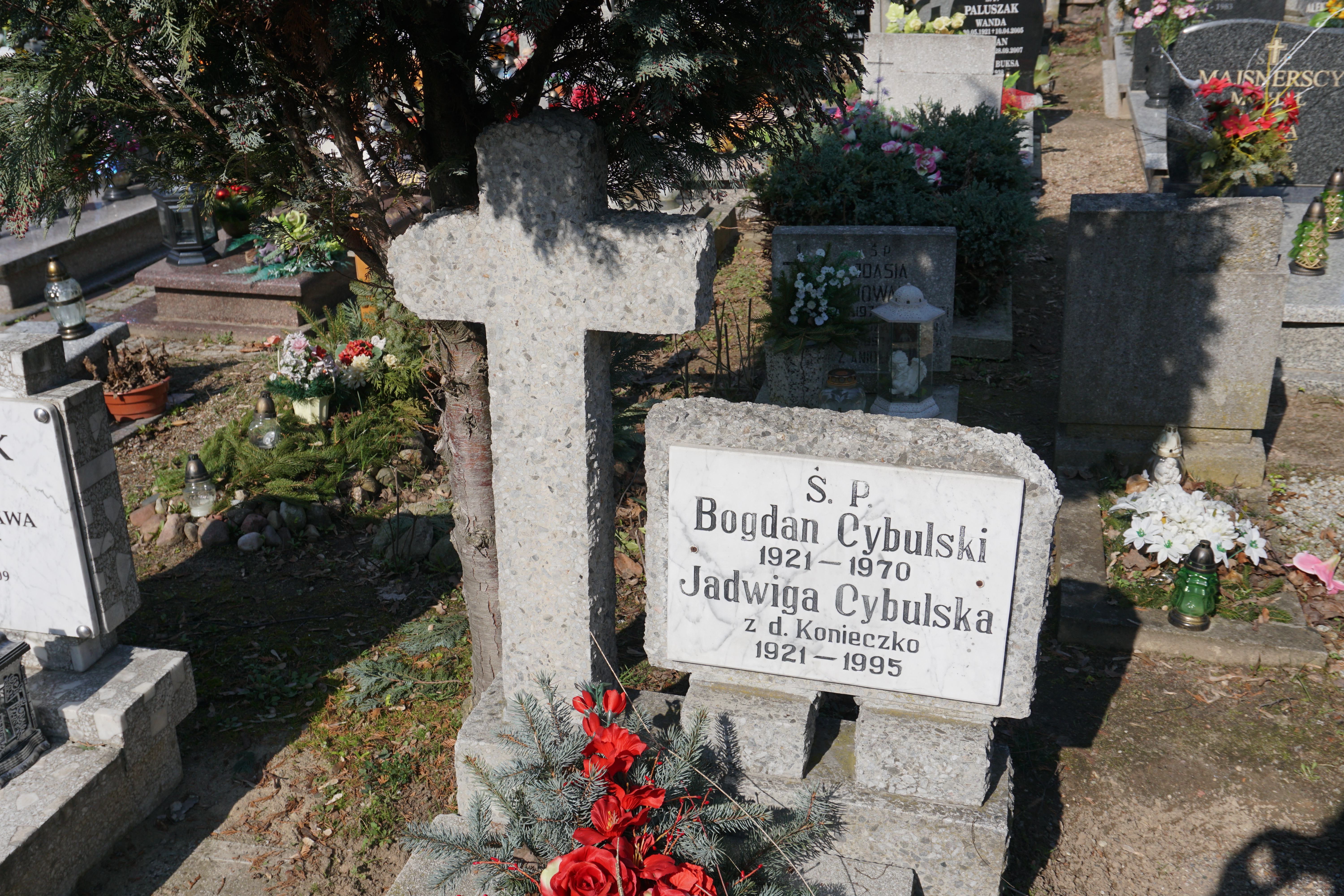
Grób Bogdana Cybulskiego na cmentarzu Górczyńskim

## Realizacje

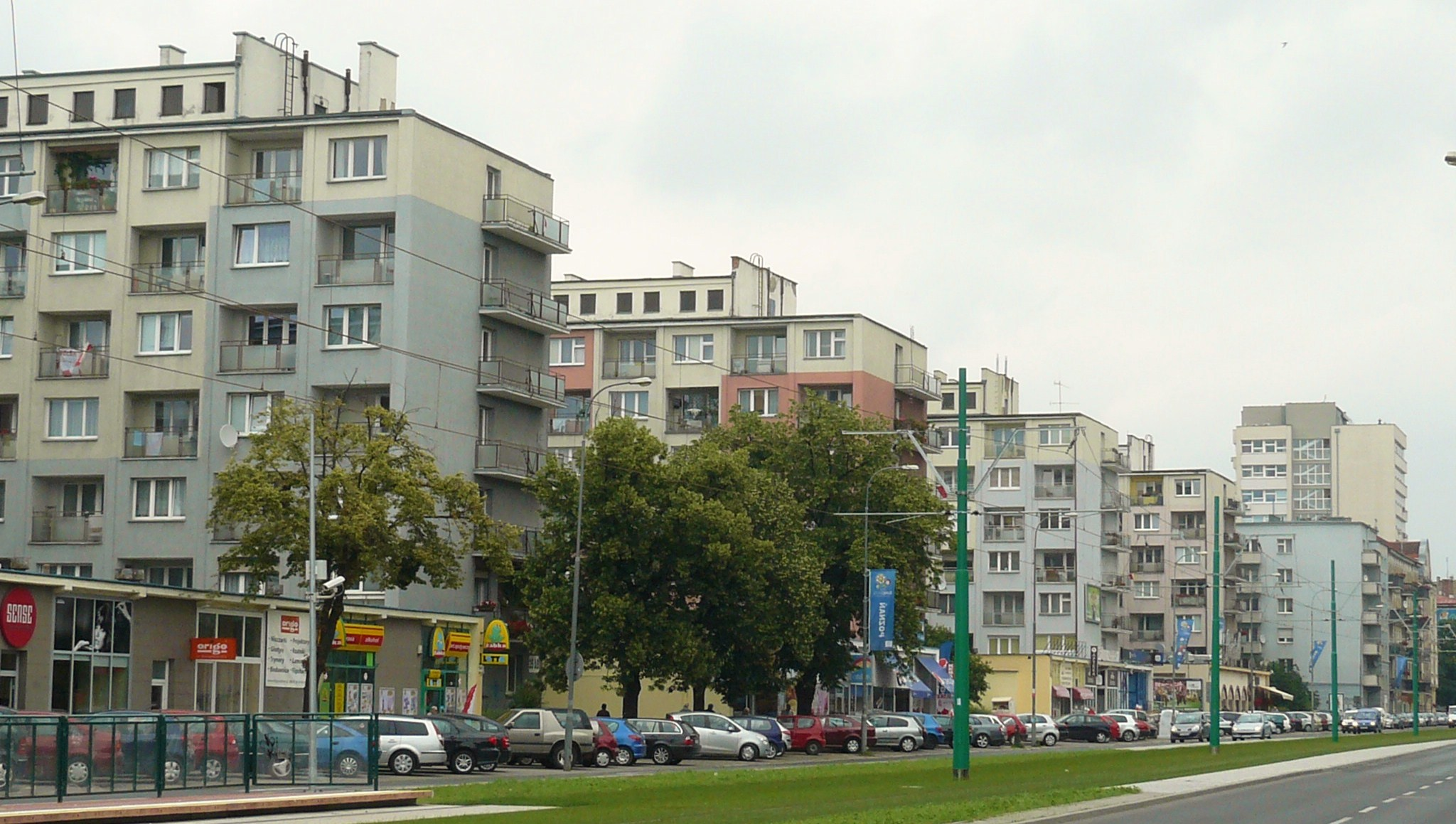
Zespół handlowo-mieszkaniowy przy ul. Grunwaldzkiej 29-35 w Poznaniu

- Dom Młodego Robotnika w Gorzowie Wlkp.,
- osiedle mieszkaniowe na terenie Korei Północnej,
- budynki i osiedla na terenie Zielonej Góry,
- dom przy ul. Łukasiewicza w Poznaniu,
- dom przy placu Cyryla Ratajskiego w Poznaniu,
- zespół handlowo-mieszkaniowy przy ul. Grunwaldzkiej 29-35 w Poznaniu (w zespole),
- domy w Gubinie i Puszczykowie[3].